# Donna Barrell
Pour les articles homonymes, voir Michelena.
Donna Barrell, née Teresa Luisa Michelena le 26 juin 1889 à Détroit et morte le 5 avril 1941 à Los Angeles, est une scénariste et actrice américaine de l'époque du cinéma muet.

## Biographie
Son père, Fernando Michelena, est un ténor réputé dont les parents espagnols s'étaient installés à Caracas, au Venezuela, où il est né, et sa mère Catherine Maddock est venu d'Angleterre. Ses parents se séparent quand elle est encore jeune et son père a deux autres filles, les actrices Vera Michelena et Beatriz Michelena, issues de son mariage avec Francis Lenord (1867-1912). Elle grandit principalement avec sa mère et son beau-père.
Elle développe un intérêt pour le théâtre et elle épouse son collègue l'acteur Walter Hitchcock (en) ; tous les deux commencent à travailler dans l'industrie du cinéma sur la côte est avant que Hitchcock ne meure d'une maladie en 1917. Elle écrit les scénarios des films comme The Love Master et A Certain Young Man dans les années 1920 sous le nom de Donna Barrell ; elle fait également des apparitions non créditées dans un certain nombre de films. Elle meurt à Los Angeles en 1941.

## Filmographie sélectionnée
En tant qu'actrice
- Life's Shop Window (1914)
- Uncle Tom's Cabin (1914)
- The Love Master (1924)

En tant que scénariste
- Captain Jinks' Cure (1917)
- The Love Master (1924)
- Home Cured (en) de William Goodrich (1926)[8],[9].
- A Certain Young Man (1928)[10].
- Merrily Yours (1933)